# Lysefjord
El fiord de Lyse o Lysefjord (o Lysefjorden, el sufix "-en" és una forma de l'article definit en l'idioma noruec) és un fiord de Noruega del mar del Nord, que es troba al districte de Ryfylke, a l'est de la ciutat de Stavanger, al comtat de Rogaland, al sud-oest del país. El nom significa fiord clar, i es diu que deriva de les roques de granit de color clar que es troben al llarg de les seves riberes.
El fiord va ser tallat per l'acció de les glaceres en l'Edat del Gel i estava inundat pel mar quan les últimes glaceres es van retirar. D'extrem a extrem, mesura 42 km amb les parets rocoses caient gairebé verticalment més de mil metres sobre l'aigua. A causa de l'inhòspit del terreny, el fiord està només lleugerament poblat i només té dos pobles: Forsand i Lysebotn, situats en extrems oposats del fiord. La poca gent que viu o ha viscut al llarg del fiord són només capaços de deixar les seves cases en bot, com els pujols són massa inclinats per a carreteres.
Lysebotn, a l'extrem més oriental, està molt poblada pels treballadors de les properes centrals hidroelèctriques a Lyse i Tjodan, ambdues construïdes dins de les muntanyes. En la llista de Lyse, l'aigua cau 620 m fins a les turbines, produint fins a 210 MW de potència elèctrica; en Tjodan, l'aigua cau 896 m per a una producció de 110 MW. Les dues centrals proporcionen electricitat per més de cent mil persones. Una carretera espectacular que s'alça a gairebé 900 metres a través d'una sèrie de 27 corbes tancades uneix Lysebotn amb el món exterior.
Lysefjord és una atracció turística extremadament popular i un viatge d'un dia des del proper Stavanger, des d'on els creuers recorren tota la distància del fiord. Així com un extraordinari paisatge del mateix fiord, dos punts al llarg del seu recorregut són populars viatges secundaris. La roca de Preikestolen, situada sobre una caiguda vertical de 600 metres, pot veure's des del fiord, però és més impressionant des d'a dalt. Al final del fiord hi ha la muntanya Kjerag, una popular destinació de senderisme amb caigudes encara més espectaculars. Està legalment permesa la pràctica del salt BASE en aquest lloc.